# Estación de Guaymas
Guaymas fue una estación de trenes que se encuentra en Heroica Guaymas, Sonora.

## Historia
En 1881, el Ferrocarril Sud-Pacífico terminó la construcción del tramo de vías férreas entre Guaymas y Hermosillo, tramo que poco después se extendió hasta Nogales. Durante el gobierno de Plutarco Elías Calles se terminó la construcción del Ferrocarril Sud-Pacífico que continuó el tendido de vías uniendo Nogales, Hermosillo, Guaymas, Mazatlán, Tepic y Guadalajara. El inmueble data de 1931. La antigua estación se quemó en 1928, esto debido a que era en su totalidad de madera; posteriormente, en 1936 se edificó la estación que existe actualmente.
En 2017 se realizaron trabajos de mantenimiento a la fachada de dicha estación para comenzar con las grabaciones de la película “Sonora”, del director Alejandro Springall.